# Odroerir

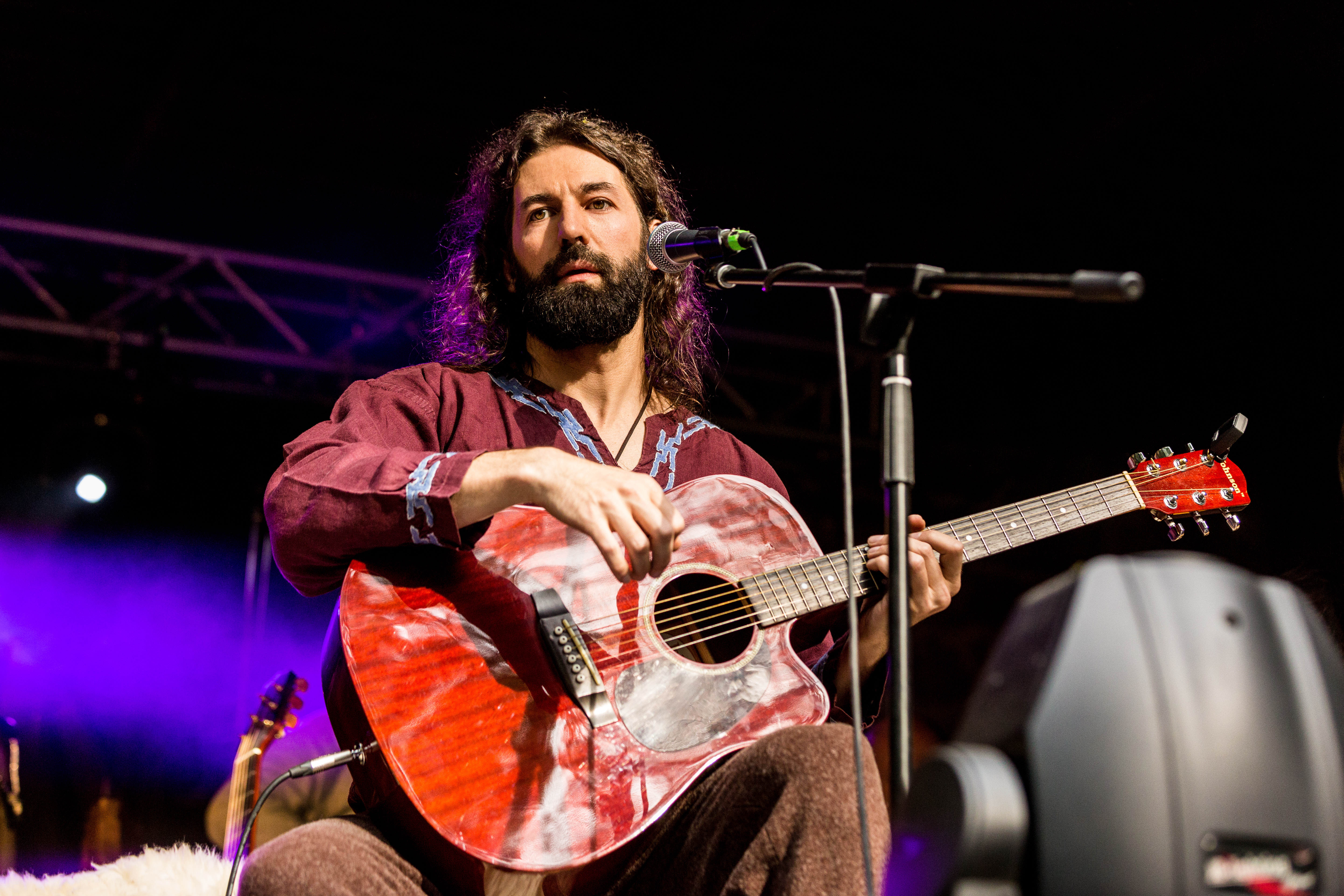
Odroerir auf dem Dark Troll Festival 2018

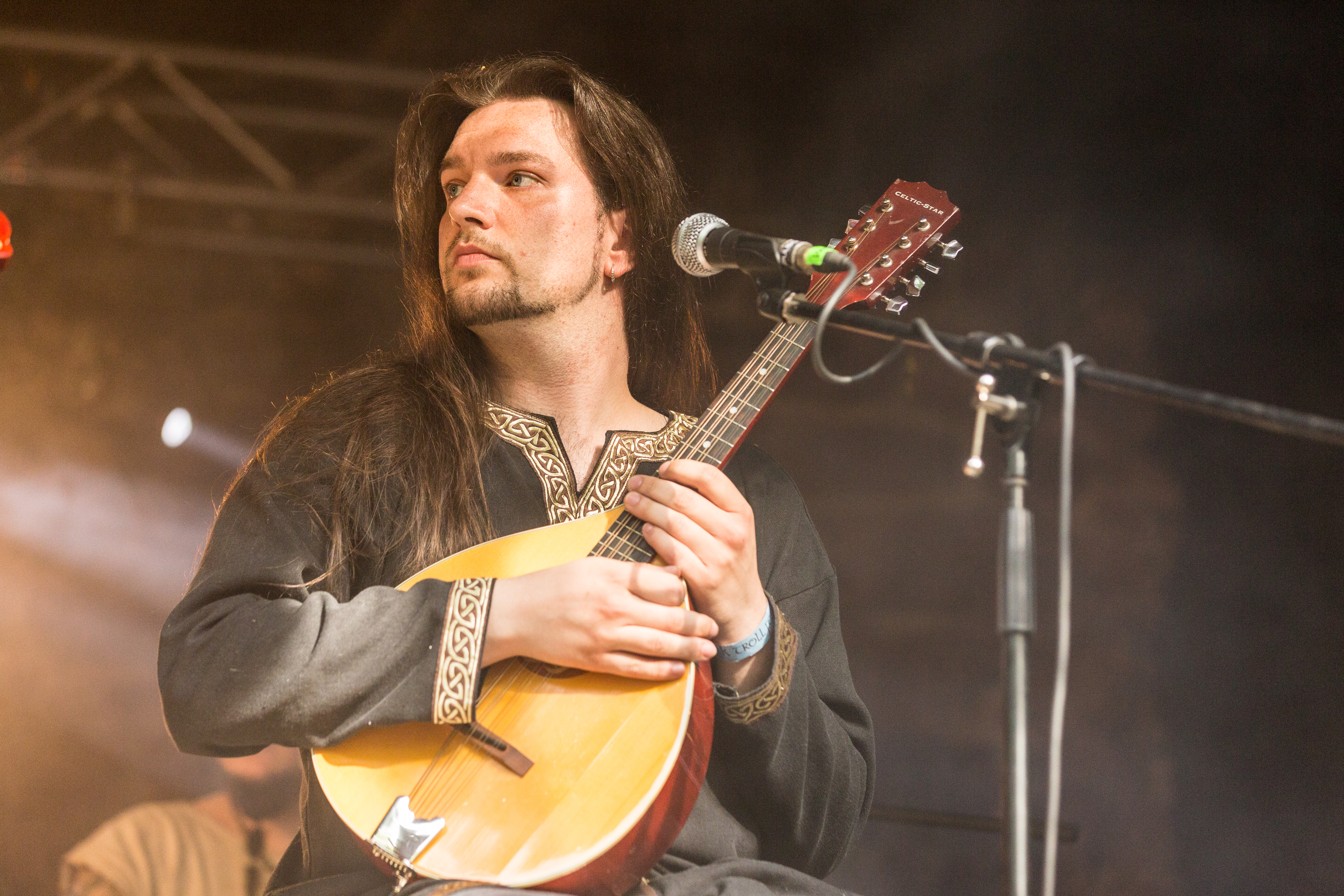
Odroerir auf dem Dark Troll Festival 2018

Odroerir ist eine Pagan-Metal-Band aus dem  thüringischen Großraum Schmalkalden, Meiningen und Erfurt.

## Bandgeschichte
Die Band wurde im Herbst 1998 als Projekt von Fix von Menhir gegründet. Unterstützt wurde er dabei anfangs von Fenrir, der ihm bei den Texten half. Der Name stammt aus der nordischen Mythologie, wo Óðrœrir den Skaldenmet bezeichnet. Der Trank soll seinem Benutzer zu großer Dichtkunst verhelfen. Die Tropfen jedoch, die Odin über Midgard verschüttete, würden dagegen nur mangelnde Dichtkunst erzeugen.
Im November 1998 wurde zusammen mit einigen Sessionmusikern ein Demo aufgenommen und an Ars Metalli gesendet. 1999 formierte Fix die Band neu, zum festen Line-up gehörte nun Stickel, der bereits in der Black-Metal-Band Aske Gitarre spielte, Philipp am Schlagzeug, Ralph am Bass und Sängerin Ivonne. Ein offizielles Demo namens Iring entstand im selben Jahr und erste Auftritte wurden in Angriff genommen.
Das Debütalbum Laßt euch sagen aus alten Tagen… entstand 2001, die Veröffentlichung verzögerte sich jedoch bis 2002. Schon kurz danach trennte man sich von Ars Metalli. Über das Label Det germanske Folket erschien dann 2003 eine 7"-EP mit zwei neuen Stücken. Bassist Ralph verließ die Band noch während der Aufnahmen wegen interner Differenzen. Manuel von XIV Dark Centuries übernahm den vakanten Posten des Bassisten. 2004 stieß mit Veit ein Geiger zur Band.
Am 5. September 2005 erschien das zweite Album Götterlieder I bei Einheit Produktionen. Ivonne verließ im selben Jahr die Band und wurde durch Natalie ersetzt.
Das Album Götterlieder II erschien am 28. Mai 2010 ebenfalls über Einheit Produktionen. Die Release-Party fand am 12. Juni zusammen mit Heidevolk, Helfahrt und Waldgeflüster im KW70 in Bad Salzungen statt. Ende des Jahres sollte eine Tour mit Skyforger, XIV Dark Centuries und Gernotshagen folgen, die jedoch ausgesetzt wurde. 2011 spielte die Band einige Festivals, unter anderem das Cernunnos Pagan Festival in Paris, das Ragnarök-Festival in Lichtenfels und das Black Troll Festival. 2011 stieg außerdem Multiinstrumentalist Karlson ein, der als zweiter Gitarrist und Sänger die Band live unterstützt. Im Herbst 2011 spielte die Band eine Europatournee mit Suidakra, XIV Dark Centuries, Waylander, Cruadalach und Chain of Dogs unter dem Motto „Black Trolls over Europe Tour III“.

## Musikstil
Odroerir spielen Pagan Metal, der unter anderem akustische Passagen enthält und von dem männlich-weiblichen Wechselgesang getragen wird. Inhaltlich behandelt die Gruppe auf dem ersten Tonträger vor allem thüringische Sagen, auf dem zweiten richtete sich das Konzept nach der Edda. Das Projekt distanziert sich von politischen Positionen. Die Band selbst bezeichnet ihren Stil als „epischen Folk-Metal“ und legt Wert darauf, „niemals Keyboards oder Synthesizer zu verwenden, sondern alles mit natürlichen Instrumenten einzuspielen oder zu singen“.
Das Album Das Erbe unserer Ahnen von 2017 hob sich vom bisher bekannten Metal-Stil der Band ab. Es handelte sich dabei um ein rein akustisches Folklore-Album.

## Diskografie
- 2000: Iring (Demo, CD, Eigenvertrieb)
- 2002: Laßt euch sagen aus alten Tagen... (Album, CD, Ars Metalli)
- 2004: Odroerir (EP, 7"-Vinyl, Det Germanske Folket)
- 2005: Götterlieder (Album, CD, Einheit Produktionen)
- 2010: Götterlieder II (Album, CD, Einheit Produktionen)
- 2017: Das Erbe unserer Ahnen (Album, CD/CD+DVD; Einheit Produktionen)

## Musikvideos
- 2019: Teja